# Campylium courtoisii
Campylium courtoisii är en bladmossart som beskrevs av Jean Édouard Gabriel Narcisse Paris och Brotherus 1909. Campylium courtoisii ingår i släktet spärrmossor, och familjen Amblystegiaceae. Inga underarter finns listade i Catalogue of Life.